# Спёрджон, Джаред
Джаред Спёрджон (англ. Jared Spurgeon; род. 29 ноября 1989, Эдмонтон) — канадский хоккеист, защитник и капитан клуба «Миннесота Уайлд».

## Карьера
На драфте НХЛ 2008 года был выбран в 6-м раунде под общим 156-м номером клубом «Нью-Йорк Айлендерс». После выбора на драфте, он вернулся в «Спокан Чифс», в котором продолжил свою карьеру.
23 сентября 2010 года подписал трёхлетний контракт новичка с клубом «Миннесота Уайлд» и был отправлен в фарм-клуб «Хьюстон Аэрос». Дебютировал в НХЛ 29 ноября 2010 года в матче с «Калгари Флэймз», закончившийся победой «Калгари» со счётом 3:0. Свою первую шайбу в НХЛ забросил 22 февраля 2011 года в матче с «Эдмонтон Ойлерз», который закончился победой «Уайлд» со счётом 3:0.
Из-за задержки сезона 2012/13 вместе с Тайлером Эннисом играл в Швейцарии за «Лангнау Тайгерс».
21 декабря 2015 года подписал с «Уайлд» новый четырёхлетний контракт.
14 сентября 2019 года подписал с командой новый семилетний контракт.

## Статистика
| Легенда | Легенда                    | Легенда | Легенда                   | Легенда | Легенда    |
| ------- | -------------------------- | ------- | ------------------------- | ------- | ---------- |
| И       | Количество проведённых игр | Штр     | Штрафное время            | +/−     | Плюс-минус |
| Г       | Голы                       | П       | Голевые передачи          | О       | Очки       |
| -       | Статистика неизвестна      | —       | Статистика не учитывалась |         |            |